# Jean-Nicolas Philipona
Jean-Nicolas Philipona, né le 25 mars 1943 à Vuippens (originaire du même lieu) et mort le 15 août 2018, est une personnalité politique suisse du canton de Fribourg, membre du Parti radical-démocratique. Il est député au Conseil national de 1987 à 1999.

## Biographie
Jean-Nicolas Philipona naît le 25 mars 1943 à Vuippens, un village du district de la Gruyère. Il est originaire du même lieu. Il obtient une maîtrise fédérale d'agriculteur à Grangeneuve en 1972,. À la suite de son élection au Conseil national en 1987, il crée une communauté d'exploitation avec l'un de ses anciens employés.
Il s'engage dans les milieux associatifs agricoles. Il est ainsi président de l'Union des paysans fribourgeois dès 1984 et de Lignum Fribourg dès 1994. Il dirige également l'Interprofession du Vacherin fribourgeois et l'association des Produits du Terroir du Pays de Fribourg. Enfin, il est à l'origine de la présence suisse au Salon international de l'agriculture de Paris.
Il est marié et père de quatre enfants,. Il meurt le 15 août 2018 d'un arrêt cardiaque.

## Parcours politique
Membre du Parti radical-démocratique (PRD), il siège au Conseil communal de Vuippens de 1966 à 1986 et en est le syndic dès 1978. Il est député au Grand Conseil du canton de Fribourg de 1976 à 1988. Il y préside la commission chargée d'élaborer une nouvelle loi hospitalière. Il démissionne du Grand Conseil à la suite de son élection au Conseil national.
Il siège au Conseil national de 1987 à 1999. Il préside la Commission de la sécurité sociale et de la santé publique (CSSS) de 1995 à 1997. Il s'engage essentiellement sur les questions de politique agricole et sur les thèmes traités par la CSSS, même s'il est également membre de la Commission de l'environnement, de l'aménagement du territoire et de l'énergie (CEATE). Il préside en outre le groupe latin et la commission agricole du PRD. En 1999, il renonce à briguer un quatrième mandat.
En 1996, il se présente à l'élection du Conseil d'État, l'exécutif cantonal, mais est devancé par son collègue de parti Claude Lässer.